# Humphrey Rudge
Humphrey Rudge jr. (Geleen, 15 augustus 1977) is een voormalig Nederlands voetballer.
Rudge speelde als verdediger voornamelijk voor Roda JC waarmee hij in 1997 en 2000 de KNVB beker won. In 2008 beëindigde hij zijn loopbaan vanwege probleem met zijn knieën. Met het Nederlands voetbalelftal onder 21 nam hij deel aan het Europees kampioenschap voetbal onder 21 - 2000.
Sinds september 2009 bekleedt hij de functie van scout voor Sunderland AFC. In januari 2013 vervolgde hij zijn loopbaan als scout bij PSV.
Zijn vader Humphrey Rudge sr. kwam in 1957 samen met Puck Eliazer en Eddy Green vanuit Suriname bij Fortuna '54 in Geleen voetballen.

## Clubstatistieken
| Seizoen | Club               | Land      | Competitie              | Duels | Goals |
| ------- | ------------------ | --------- | ----------------------- | ----- | ----- |
| 1996/97 | Roda JC            | Nederland | Eredivisie              | 0     | 0     |
| 1997/98 | Roda JC            | Nederland | Eredivisie              | 4     | 0     |
| 1998/99 | Roda JC            | Nederland | Eredivisie              | 13    | 0     |
| 1999/00 | Roda JC            | Nederland | Eredivisie              | 27    | 2     |
| 2000/01 | → Sparta Rotterdam | Nederland | Eredivisie              | 12    | 0     |
| 2000/01 | Roda JC            | Nederland | Eredivisie              | 9     | 0     |
| 2001/02 | Roda JC            | Nederland | Eredivisie              | 16    | 0     |
| 2002/03 | Roda JC            | Nederland | Eredivisie              | 11    | 0     |
| 2003/04 | Roda JC            | Nederland | Eredivisie              | 10    | 0     |
| 2003/04 | → VVV-Venlo        | Nederland | Eerste divisie          | 13    | 0     |
| 2004/05 | Roda JC            | Nederland | Eredivisie              | 0     | 0     |
| 2004/05 | Apollon Limassol   | Cyprus    | A Divizion              | 5     | 0     |
| 2005/06 | Hibernian FC       | Schotland | Scottish Premier League | 7     | 0     |
| 2005/06 | Roda JC            | Nederland | Eredivisie              | 5     | 2     |
| 2006/07 | Roda JC            | Nederland | Eredivisie              | 0     | 0     |
| 2007/08 | RKC Waalwijk       | Nederland | Eerste divisie          | 4     | 0     |
| 2008/09 | RKC Waalwijk       | Nederland | Eerste divisie          | 0     | 0     |
| Totaal  | Totaal             | Totaal    | Totaal                  | 136   | 4     |